# Балка Неалай
Балка Неалай — балка (річка) в Україні у Юр'ївському районі Дніпропетровської області. Ліва притока річки Орілі (басейн Дніпра).

## Опис
Довжина балки приблизно 11,97 км, найкоротша відстань між витоком і гирлом —11,31 км, коефіцієнт звивистості річки — 1,06. Формується декількома струмками та загатами. На деяких ділянках балка пересихає.

## Розташування
Бере початок на південно-західній стороні від села Сокільське. Тече переважно на північний захід понад селом Пшеничне, через село Олексіївку та Чернявщину і впадає в річку Оріль, ліву притоку річки Дніпра.

## Цікаві факти
- У селі Чернявщина балку перетинає автошлях Т 0412[3] (автомобільний шлях територіального значення у Дніпропетровській області. Пролягає територією Петриківського, Царичанського, Магдалинівського, Новомосковського та Юр'ївського районів через Кам'янське — Шульгівку — Михайлівку — Котовку — Перещепине — Чернявщину — Жемчужне. Загальна довжина — 197 км.).
- У XX столітті на балці існували молочно-тваринні ферми (МТФ), газгольдери та газові свердловини[2], а у XIX столітті — декілька вітряних млинів[1].